# Mumble
O Mumble é um programa aplicativo de voz sobre IP criado para ser usado principalmente por gamers, e seu funcionamento é similar a outros programas como TeamSpeak e Ventrilo.
Ele adota a arquitetura cliente-servidor, que permite aos usuários conversarem entre si através do mesmo servidor.
O Mumble é um software livre, é multiplataforma, e é liberado sob os termos da nova licença BSD.
O Mumble possui uma interface administrativa muito clara, e grande parte dos esforços de engenharia são focados na qualidade de som e na baixa latência. Em adição a isso toda a comunicação é criptografada para assegurar a privacidade dos usuários. 
Desde a versão 1.1.7, o Mumble tem suporte nativo para o visor LCD do teclado Logitech G15.

## Hierarquia de canais
Um servidor Mumble (chamado Murmur) possui um canal Raíz, com uma estrutura em árvore hierárquica de canais. Usuários podem vincular canais para criar grandes canais virtuais temporários. Isto é útil durante eventos maiores, nos quais um pequeno grupo de usuários pode conversar em um canal, mas estão vinculados a um canal comum com outros usuários para ouvir anúncios. Ele também é um recurso bastante útil em jogos de tiro em primeira pessoa com times. Cada canal possui um conjunto de grupos associados e listas de controle de acesso que controlam as permissões dos usuários. O sistema é capaz de atender cenários únicos e imensamente diversos, ao custo de complexidade adicionada à configuração.

## Qualidade do som
O Mumble usa o Speex não só como um codec de voz, mas também para controle automático de ganho e redução de ruídos. A partir da versão 1.2 o CELT também é suportado. O Mumble é otimizado para baixa latência, resultando em uma comunicação mais veloz. O Mumble incorpora anulação de ecos, que permite o uso de alto-falantes assim como fones de ouvido. Além disso o mumble implementa o recurso de áudio posicional, e portanto precisa apenas da posição relativa de outros jogadores. Isso permite que os jogos sejam suportados através de complementos, é o caso do Call of Duty no Windows, e de maneira análoga outro complemento possibilita o mesmo no Minecraft.

## Sobreimpressão
Há uma sobreimpressão integrada para uso em jogos. A sobreimpressão mostra quem está falando e o que está vinculado ao canal em que eles estão. Desde a versão 1.0, usuários podem enviar seus próprios avatares para os representar na sobreimpressão, criando uma experiência totalmente personalizada. Desde a versão 1.2, a sobreimpressão funciona com a maioria dos jogos Direct3D 9 e OpenGL no Windows, e possui funcionalidades OpenGL para o GNU/Linux e o Mac OS X. Com a versão 1.2.0, suporte ao Direct3D 10 foi liberado. Suporte a jogos com DirectX 11 está planejado, mas o gerente de projeto encarregado da sobreimpressão não possui acesso a hardware compatível para testes.

## Áudio posicional
Para alguns jogos o Mumble pode permitir que você escute as pessoas que estão jogando com você pela posição deles no jogo. Isto não inclui só o senso de direção, mas também da distância.
Para conseguir este resultado, o Mumble envia sua própria posição no jogo para jogadores no mesmo jogo em cada pacote de áudio. Há dois modos a partir dos quais o Mumble pode conseguir a informação necessária para isto: ele pode ler as informações direto da memória do jogo, que é o modo que a maioria dos jogos usam atualmente; ou os jogos podem fornecê-la eles mesmos através de uma interface chamada complemento de vinculação.
O complemento de vinculação oferece aos jogos um método para expor as informações necessárias para próprios áudios posicionais ao incluir uma pequena parcela de código-fonte fornecida pelo projeto do Mumble. Até este ponto esta interface é usada por jogos livres, uma vez que eles estão mais dispostos a incluir tais modificações em seu código.
Uma lista dos jogos suportados pelo sistema de áudio posicional pode ser encontrada no sítio oficial.

## Integração com o servidor
O Mumble é projetado para adaptar-se a estruturas tecnológicas e sociais. E por isso, o servidor é totalmente controlável remotamente através do protocolo Ice. Usuários, Canais e também instâncias de servidores virtuais podem ser manipuladas. O projeto oferece inúmeros roteiros de exemplo, ilustrando as capacidades da interface assim como vários roteiros pré-fabricados fornecendo recursos como autenticação de usuários de base de dados existentes de instalações do phpBB ou do Simple Machines Forum. O servidor murmur utiliza por padrão a porta 64738 TCP e UDP.
Uma implementação alternativa minimalista do servidor-mumble se chama uMurmur. A intenção é que ela seja instalado em sistemas embarcados com recursos limitados, como por exemplo, pontos de acesso residenciais rodando OpenWrt